# The Korea Times
The Korea Times är den äldsta av de tre engelskspråkiga tidningar i Sydkorea. De andra två är The Korea Herald och Korea JoongAng Daily. Tidningen är en del av mediekoncernen som även ger ut koreansk språkige tidningen Hankook Ilbo och Sport Hankook och Seoul Economic Daily.
Den första upplagan kom ut 1 november 1950 , och tanken var att vara en portal till Sydkorea för utlänningar och diplomater.
I maj 2006 tidningen över från att använda McCune-Reischauer den officiella Romanization att beskriva koreanska namn.